# Yves Ramousse
Yves Ramousse, né le 23 février 1928 à Sembadel et mort le 26 février 2021 à Montauban,, est un évêque catholique français, membre des Missions étrangères de Paris (MEP) et vicaire apostolique émérite de Phnom Penh au Cambodge de 2001 à 2021.

## Biographie
Yves Ramousse a été ordonné prêtre le 4 avril 1953 pour les Missions étrangères de Paris.
Nommé vicaire apostolique de Phnom Penh au Cambodge le 12 novembre 1962 avec le titre d'évêque in partibus de Pisita, il est consacré le 24 février 1963 par son prédécesseur, à 35 ans, faisant de lui le plus jeune évêque dans le monde à ce moment, avec comme co-consécrateurs Henri Pinault et Jean-Pierre Dozolme. 
Il participe aux Sessions 2, 3 et 4 du concile Vatican II, dont il est l'un des plus jeunes participants.
À la suite de la guerre civile cambodgienne, il démissionne de ses fonctions le 30 avril 1976 en faveur d'un prêtre khmer Joseph Chhmar Salas qu'il ordonne évêque à Phnom Penh peu avant l'expulsion des ressortissants occidentaux  par les Khmers rouges en 1975. Il se réfugie en Indonésie et obtient le 6 janvier 1983 la création par la Congrégation pour l’évangélisation des peuples du Bureau pour la promotion de l'apostolat parmi les Cambodgiens dont il devient le directeur. Il poursuit ainsi son engagement en faveur de son pays de mission.
Il est à nouveau nommé vicaire apostolique de Phnom-Penh le 6 juillet 1992 par le pape Jean-Paul II à la suite de l'apaisement du conflit et du retour de quelques prêtres missionnaires au Cambodge en 1990. Il assumera également la mission d'administrateur apostolique de la préfecture apostolique de Battambang, jusqu'à la nomination d’Enrique Figaredo Alvargonzález, le 1er avril 2000.
Il démissionne pour raison d'âge le 14 avril 2001, laissant la place à un autre évêque français des Missions étrangères de Paris, Emile Destombes, son coadjuteur depuis 1997.
En 2013 il quitte le Cambodge et se retire en France, à la maison de retraite des Missions Étrangères de Paris, à Montbeton.
Atteint lors de la Covid-19, il est hospitalisé et meurt le 26 février 2021 à 1 h 30 à l'hôpital de Montauban. Il venait d'avoir 93 ans, et était évêque depuis 58 ans.

## Succession apostolique
Yves Ramousse a ordonné les évêques suivants :
- Évêque Joseph Chhmar Salas (1975)
- Évêque Émile Destombes, M.E.P. (1997)